# Stariha
Stariha je priimek več znanih Slovencev:
- Gorazd Stariha, zgodovinar, arhivist
- Ivan (Janko) Stariha (1922—1942), dijak, narodni heroj
- Jakob Stariha (st./ml.) (*1739 in 1813—1897), mecena (ust. Črnomaljski štipednijski sklad)
- Janez Stariha, jadralni letalec
- Janez Stariha, ljubljanski mestni svetnik, 1976
- Janez Nep. (John) Stariha (1845—1915), slovenski rimskokatoliški škof v ZDA
- Vesna Stariha, predsednica mednarodnega združenja rejcev bosanskih planinskih konj